# Cortland (Ohio)
Cortland és una població dels Estats Units a l'estat d'Ohio. Segons el cens del 2000 tenia 6.830 habitants.

## Demografia
Segons el cens del 2000, Cortland tenia 6.830 habitants, 2.738 habitatges, i 1.968 famílies. La densitat de població era de 588,6 habitants per km².
Dels 2.738 habitatges en un 32,6% hi vivien nens de menys de 18 anys, en un 59,5% hi vivien parelles casades, en un 10% dones solteres, i en un 28,1% no eren unitats familiars. En el 24,3% dels habitatges hi vivien persones soles el 10,6% de les quals corresponia a persones de 65 anys o més que vivien soles. El nombre mitjà de persones vivint en cada habitatge era de 2,48 i el nombre mitjà de persones que vivien en cada família era de 2,97.
Per edats la població es repartia de la següent manera: un 24,6% tenia menys de 18 anys, un 7,4% entre 18 i 24, un 26,5% entre 25 i 44, un 27,9% de 45 a 60 i un 13,5% 65 anys o més.
L'edat mediana era de 40 anys. Per cada 100 dones de 18 o més anys hi havia 85,5 homes.
La renda mediana per habitatge era de 50.941 $ i la renda mediana per família de 62.441 $. Els homes tenien una renda mediana de 50.739 $ mentre que les dones 28.320 $. La renda per capita de la població era de 22.972 $. Aproximadament el 4,6% de les famílies i el 5,3% de la població estaven per davall del llindar de pobresa.

## Poblacions més properes
El següent diagrama mostra les poblacions més properes.